# Generalni transkripcioni faktor
Generalni transkripcioni faktori (GTF, osnovni transkripcioni faktori) su klasa proteinskih transkripcionih faktora koji se vezuju za specifična mesta na DNK i aktiviraju transkripciju. GTF faktori, RNK polimeraze, i medijatorni multiproteinski kompleksi sačinjavaju osnovni transkripcioni aparat. GTF faktori takođe učestvuju u procesu regulacije gena, i većina njih je neophodna za život.

## Tipovi
Kod bakterija, za transkripcionu inicijaciju je neophodna RNK polimeraza i jedan GTF: sigma faktor.
Kod arheja i eukariota, za transkripcionu inicijaciju je neophodna RNK polimeraza i grupa GTF faktora. Transkripciona inicijacija eukariotskom RNK polimerazom II obuhvata sledeće GTF faktore:

## Spoljašnje veze
- General+Transcription+Factors на 